# 17090 Mundaca
17090 Mundaca è un asteroide della fascia principale. Scoperto nel 1999, presenta un'orbita caratterizzata da un semiasse maggiore pari a 2,3702777 UA e da un'eccentricità di 0,1719444, inclinata di 1,40281° rispetto all'eclittica.